# コンピエーニュ
コンピエーニュ （Compiègne）は、フランス・オワーズ県のコミューン。オワーズ川沿いに位置する。

## 行政
コンピエーニュは、3つのカントンの主要町である。
- コンピエーニュ＝ノール - 5つのコミューン
- コンピエーニュ＝スッド＝エスト - 4つのコミューン
- コンピエーニュ＝スッド＝ウエスト - 5つのコミューン

## 歴史
- 665年 - 聖ウィルフリッドがヨーク司教を命じられた。
- 888年2月 - 西フランク王ウードが、コンピエーニュで戴冠。
- 1374年-コンピエーニュ城が建設される。
- 1430年5月23日 - 百年戦争中、ジャンヌ・ダルクがコンピエーニュ包囲戦の最中にブルゴーニュ派に捕らえられた。ブルゴーニュ派は彼女をイングランド人へ売り渡した。
- 1630年 - マリー・ド・メディシスはリシュリュー枢機卿を追放しようと企み、逆に彼にコンピエーニュへ追放された。1631年にマリーはブリュッセルへ逃亡した。
- 1918年11月11日 - 第一次世界大戦の終わりに、コンピエーニュ近郊コンピエーニュの森のル・フランポールで対ドイツ停戦が締結された。
- 1940年6月22日 - 侵攻してきたドイツに負けたフランスは、1918年の停戦と同じ場所のル・フランポールでナチス・ドイツと停戦を結んだ。
- 1968年 - パリ〜ルーベ自転車レースのスタート地点が、それまでのパリからコンピエーニュに変更された。

### 人口の推移
- 1882: 13,393
- 1990: 41,663 (行政区画), 44,703 (合計)
- 1999: 41,076 (行政区画), 44,703 (合計), 69,903 (集塊), 都市圏 (108,234)

## 見所
- コンピエーニュ城

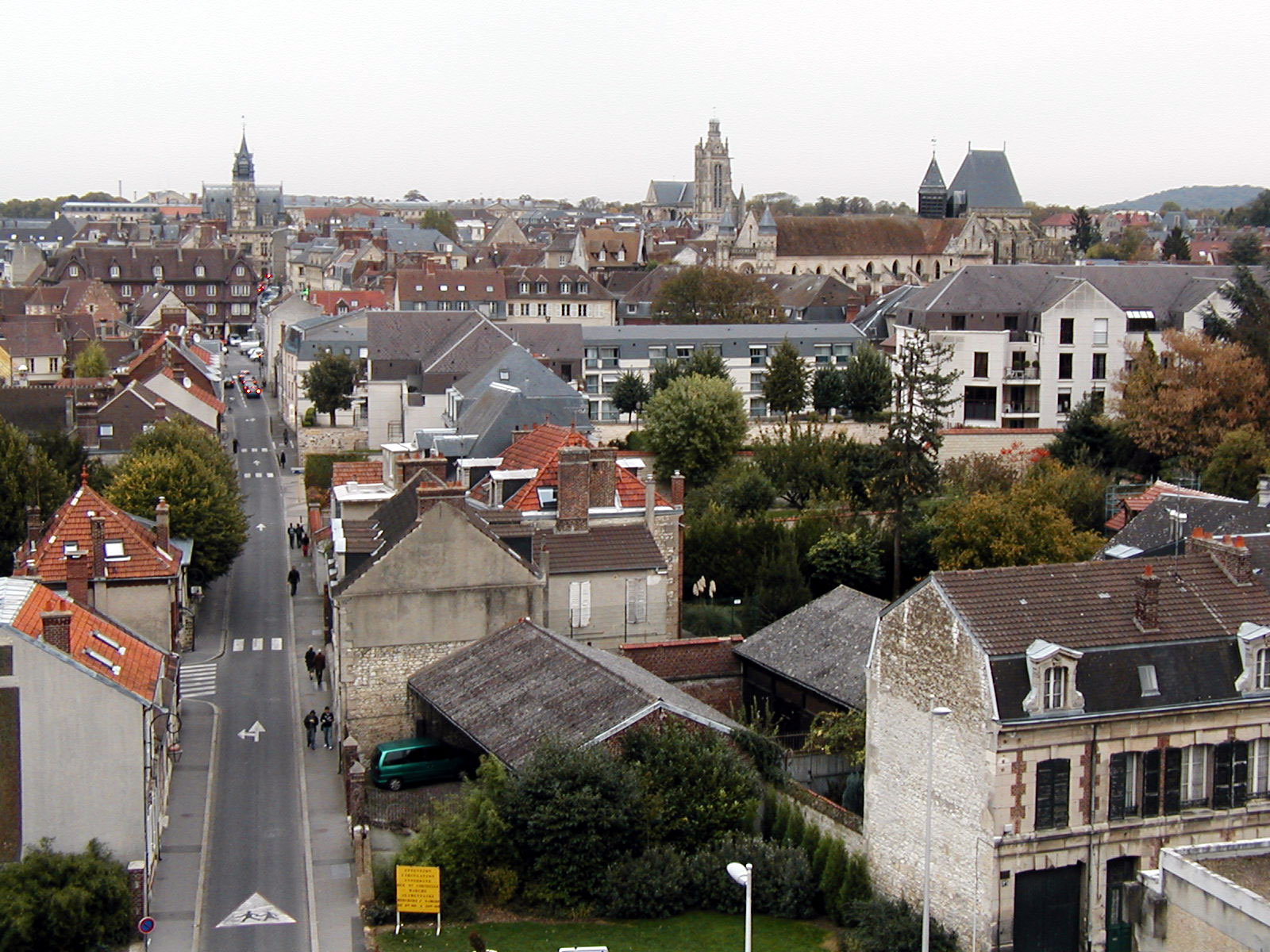
コンピエーニュ市内の眺め

  - ルイ15世が大改築し、王家の狩猟のための居城となる。ナポレオン1世と3世も好んで滞在した。

### コンピエーニュの森
コンピエーニュの森は、フランス王家の狩場とされてきた。ルイ16世とマリ・アントワネットが初めて面会したのもここであった。
また、2度の停戦協定が結ばれた場所としても有名である。1918年の停戦（ドイツの敗北に終わった）、1940年の停戦である。
この地には今も1918年停戦を記念する建物があり、博物館で鉄道車両の複製品が展示されている。本物は1940年停戦に使用された後、ドイツへ移され終戦直前に破壊された。

## 姉妹都市
- アローナ、イタリア
- ベリー・セント・エドマンズ（英語版）、イギリス
- エルブロンク、ポーランド
- ギマランイス、ポルトガル
- ユイ、ベルギー
- ジェジン（英語版）、レバノン
- キルヤット・ティヴォン（英語版）、イスラエル
- ランツフート、イタリア
- アライシュ、モロッコ
- ローリー、アメリカ
- 白河市、日本
- ヴィアンデン（英語版）、ルクセンブルク
- ジガンショール、セネガル

## 出身者
- コンピエーニュのロスケリヌス - 哲学者、神学者
- クリストフ・カペル - 自転車競技選手
- ダニエル・ブーランジェ - 脚本家、俳優
- アルベール・ロビダ - イラストレーター